# Томалла, Денис
Денис Томалла (нем. Denis Thomalla; род. 16 августа 1992, Пфорцхайм, Германия) — немецкий футболист, нападающий кипрского клуба АЕЛ.

## Карьера
В 2010 году Денис перешёл из юношеской команды «Карлсруэ» в юношескую команду «Хоффенхайма», с которой сразу же выиграл Юношеский Кубок Германии, победив в финале команду «Герты» со счётом 2:1. Денис забил в этой игре 2 мяча.
В том же сезоне 2009/10 Денис был взят во вторую команду «Хоффенхайма», которая играла в Оберлиге Баден-Вюртемберг. 1 апреля 2010 года Томалла дебютировал за неё в гостевом поединке 19-го тура против второй команды «Штутгартер Кикерс». Матч закончился победой 2:2, у Хоффенхайма дублем отметился Кай Хердлинг. Денис вышел на поле в стартовом составе и был заменён на 84-й минуте.
Перед сезоном 2010/11 Денис был вызван в основную команду «Хоффенхайма» и дебютировал уже в первом туре очередного немецкого первенства. 21 августа 2010 года он вышел на поле на 77-й минуте, заменив Пениэля Млапу в домашнем поединке против «Вердера», который закончился победой со счётом 4:1. Всего в своём первом сезоне в Бундеслиге Денис провёл 4 встречи, выходя в них на замену.

## Достижения
- Обладатель Суперкубка Польши (1): 2015